# Acanthodactylus erythrurus
Acanthodactylus erythrurus е вид влечуго от семейство Гущерови (Lacertidae).

## Разпространение
Видът е разпространен в Алжир, Испания, Мароко и Португалия.